# Temporada 1990-91 de los Philadelphia 76ers
La temporada 1990-91 fue la cuadragésimo segunda de los Philadelphia 76ers en la NBA, y la vigésimo octava en Filadelfia, Pensilvania, tras haber jugado hasta entonces en Syracuse bajo el nombre de Syracuse Nationals. La temporada regular acabó con 44 victorias y 38 derrotas, ocupando el quinto puesto de la conferencia Este, clasificándose para los playoffs, en los que cayeron en semifinales de conferencia ente los Chicago Bulls.

## Elecciones en elDraft
| Ronda | Puesto | Jugador      | Posición  | Nacionalidad   | Universidad  |
| ----- | ------ | ------------ | --------- | -------------- | ------------ |
| 2     | 32     | Brian Oliver | Escolta   | Estados Unidos | Georgia Tech |
| 2     | 47     | Derek Strong | Ala-Pívot | Estados Unidos | Xavier       |

## Temporada regular
| División Atlántico   | División Atlántico | División Atlántico | División Atlántico | División Atlántico | División Atlántico | División Atlántico | División Atlántico | División Atlántico |
| Equipo               | G                  | P                  | %                  | PD                 | Casa               | Fuera              | Div                |                    |
| -------------------- | ------------------ | ------------------ | ------------------ | ------------------ | ------------------ | ------------------ | ------------------ | ------------------ |
| y-Boston Celtics     | 56                 | 26                 | .683               | —                  | 35–6               | 21–20              | 20-6               |                    |
| x-Philadelphia 76ers | 44                 | 38                 | .537               | 12                 | 29-12              | 15-26              | 14-12              |                    |
| x-New York Knicks    | 39                 | 43                 | .476               | 17                 | 21-20              | 18-23              | 17–9               |                    |
| Washington Bullets   | 30                 | 52                 | .366               | 26                 | 21-20              | 9-32               | 10-16              |                    |
| New Jersey Nets      | 26                 | 56                 | .317               | 30                 | 20-21              | 6–35               | 8-18               |                    |
| Miami Heat           | 24                 | 58                 | .293               | 32                 | 18-23              | 6-35               | 9-17               |                    |

## Playoffs

### Primera ronda
Philadelphia 76ers  vs. Milwaukee Bucks
| Fecha       | Partido                                     | Ciudad       |
| ----------- | ------------------------------------------- | ------------ |
| 25 de abril | Milwaukee Bucks 90, Philadelphia 76ers 99   | Milwaukee    |
| 27 de abril | Milwaukee Bucks 112, Philadelphia 76ers 116 | Milwaukee    |
| 30 de abril | Philadelphia 76ers 121, Milwaukee Bucks 100 | Philadelphia |
|             | Philadelphia 76ers gana las series 3-0      |              |

### Semifinales de Conferencia
Chicago Bulls  vs. Philadelphia 76ers
| Fecha      | Partido                                   | Ciudad       |
| ---------- | ----------------------------------------- | ------------ |
| 4 de mayo  | Chicago Bulls 105, Philadelphia 76ers 92  | Chicago      |
| 6 de mayo  | Chicago Bulls 112, Philadelphia 76ers 100 | Chicago      |
| 10 de mayo | Philadelphia 76ers 99, Chicago Bulls 97   | Philadelphia |
| 12 de mayo | Philadelphia 76ers 85, Chicago Bulls 101  | Philadelphia |
| 14 de mayo | Chicago Bulls 100, Philadelphia 76ers 95  | Chicago      |
|            | Chicago Bulls gana las series 4-1         |              |

## Estadísticas

### Temporada regular
| Rk | Jugador         | Edad | P  | PT | MP   | TC  | TCI  | %TC  | T3  | T3I | %T3  | TL  | TLI | %TL   | RO  | RD  | RT   | AS  | RB  | TAP | BP  | FP  | PTS  |
| -- | --------------- | ---- | -- | -- | ---- | --- | ---- | ---- | --- | --- | ---- | --- | --- | ----- | --- | --- | ---- | --- | --- | --- | --- | --- | ---- |
| 1  | Hersey Hawkins  | 24   | 80 | 80 | 38.9 | 7.4 | 15.6 | .472 | 1.4 | 3.4 | .400 | 6.0 | 6.9 | .871  | 0.6 | 3.3 | 3.9  | 3.7 | 2.2 | 0.5 | 2.7 | 2.3 | 22.1 |
| 2  | Charles Barkley | 27   | 67 | 67 | 37.3 | 9.9 | 17.4 | .570 | 0.7 | 2.3 | .284 | 7.1 | 9.8 | .722  | 3.9 | 6.3 | 10.1 | 4.2 | 1.6 | 0.5 | 3.1 | 2.6 | 27.6 |
| 3  | Armen Gilliam   | 26   | 50 | 50 | 33.9 | 5.8 | 12.4 | .470 | 0.0 | 0.0 | .000 | 3.3 | 4.0 | .816  | 2.7 | 4.6 | 7.3  | 1.6 | 0.7 | 0.6 | 2.2 | 2.4 | 15.0 |
| 4  | Johnny Dawkins  | 27   | 4  | 4  | 31.0 | 6.5 | 10.3 | .634 | 0.3 | 1.0 | .250 | 2.5 | 2.8 | .909  | 0.0 | 4.0 | 4.0  | 7.0 | 0.8 | 0.0 | 2.0 | 1.0 | 15.8 |
| 5  | Rick Mahorn     | 32   | 80 | 74 | 30.5 | 3.3 | 7.0  | .467 | 0.0 | 0.1 | .000 | 2.4 | 3.0 | .788  | 1.9 | 5.9 | 7.8  | 1.5 | 1.0 | 0.7 | 1.6 | 3.5 | 8.9  |
| 6  | Ron Anderson    | 32   | 82 | 13 | 28.5 | 6.2 | 12.9 | .485 | 0.1 | 0.5 | .209 | 2.0 | 2.4 | .833  | 1.3 | 3.2 | 4.5  | 1.4 | 0.8 | 0.2 | 1.2 | 2.0 | 14.6 |
| 7  | Rickey Green    | 36   | 79 | 75 | 28.5 | 4.2 | 9.1  | .463 | 0.1 | 0.5 | .222 | 1.5 | 1.8 | .830  | 0.4 | 1.3 | 1.7  | 5.2 | 0.7 | 0.1 | 1.4 | 1.6 | 10.0 |
| 8  | Mike Gminski    | 31   | 30 | 29 | 26.4 | 3.6 | 9.5  | .384 | 0.0 | 0.3 | .125 | 1.8 | 2.1 | .841  | 2.4 | 4.3 | 6.7  | 1.1 | 0.5 | 1.1 | 1.0 | 1.4 | 9.1  |
| 9  | Andre Turner    | 26   | 70 | 1  | 20.1 | 2.4 | 5.5  | .439 | 0.2 | 0.5 | .364 | 0.9 | 1.2 | .736  | 0.5 | 1.7 | 2.2  | 4.4 | 0.9 | 0.0 | 1.4 | 1.8 | 5.9  |
| 10 | Manute Bol      | 28   | 82 | 6  | 18.6 | 0.8 | 2.0  | .396 | 0.0 | 0.2 | .071 | 0.3 | 0.5 | .585  | 0.8 | 3.5 | 4.3  | 0.2 | 0.2 | 3.0 | 0.8 | 2.2 | 1.9  |
| 11 | Robert Reid     | 35   | 3  | 0  | 12.3 | 0.7 | 4.7  | .143 | 0.0 | 0.0 |      | 0.0 | 0.0 |       | 0.7 | 2.3 | 3.0  | 1.3 | 0.3 | 1.0 | 1.0 | 1.0 | 1.3  |
| 12 | Brian Oliver    | 22   | 73 | 4  | 11.0 | 1.5 | 3.7  | .408 | 0.1 | 0.2 | .278 | 0.7 | 1.0 | .732  | 0.2 | 0.8 | 1.1  | 1.2 | 0.5 | 0.1 | 0.7 | 1.0 | 3.8  |
| 13 | Jayson Williams | 22   | 52 | 1  | 9.8  | 1.4 | 3.1  | .447 | 0.0 | 0.0 | .500 | 0.7 | 1.1 | .661  | 0.8 | 1.3 | 2.1  | 0.3 | 0.2 | 0.1 | 0.8 | 1.8 | 3.5  |
| 14 | Kenny Payne     | 24   | 47 | 6  | 9.4  | 1.4 | 4.0  | .360 | 0.1 | 0.4 | .222 | 0.6 | 0.6 | .897  | 0.4 | 1.0 | 1.4  | 0.3 | 0.2 | 0.1 | 0.4 | 0.9 | 3.5  |
| 15 | Tony Harris     | 23   | 6  | 0  | 6.8  | 0.7 | 2.7  | .250 | 0.0 | 0.3 | .000 | 0.3 | 0.7 | .500  | 0.0 | 0.2 | 0.2  | 0.0 | 0.2 | 0.0 | 0.5 | 0.8 | 1.7  |
| 16 | Mario Elie      | 27   | 3  | 0  | 6.7  | 0.7 | 2.3  | .286 | 0.3 | 0.7 | .500 | 0.3 | 0.7 | .500  | 0.0 | 0.3 | 0.3  | 0.3 | 0.0 | 0.0 | 1.0 | 0.7 | 2.0  |
| 17 | Jim Farmer      | 26   | 2  | 0  | 6.5  | 1.0 | 3.5  | .286 | 0.0 | 0.5 | .000 | 1.0 | 1.0 | 1.000 | 1.0 | 1.5 | 2.5  | 0.0 | 0.0 | 0.0 | 0.5 | 0.0 | 3.0  |
| 18 | Dave Hoppen     | 26   | 11 | 0  | 3.9  | 0.5 | 1.1  | .500 | 0.0 | 0.1 | .000 | 0.7 | 1.1 | .667  | 0.4 | 0.5 | 0.8  | 0.0 | 0.1 | 0.0 | 0.1 | 1.0 | 1.8  |

### Playoffs
| Rk | Jugador         | Edad | P | PT | MP   | TC  | TCI  | %TC   | T3  | T3I | %T3  | TL  | TLI | %TL   | RO  | RD  | RT   | AS  | RB  | TAP | BP  | FP  | PTS  |
| -- | --------------- | ---- | - | -- | ---- | --- | ---- | ----- | --- | --- | ---- | --- | --- | ----- | --- | --- | ---- | --- | --- | --- | --- | --- | ---- |
| 1  | Hersey Hawkins  | 24   | 8 | 8  | 41.1 | 5.9 | 12.6 | .465  | 1.8 | 3.3 | .538 | 7.4 | 7.9 | .937  | 1.0 | 4.8 | 5.8  | 3.4 | 2.5 | 1.3 | 2.0 | 3.6 | 20.9 |
| 2  | Charles Barkley | 27   | 8 | 8  | 40.8 | 9.3 | 15.6 | .592  | 0.3 | 2.5 | .100 | 6.1 | 9.4 | .653  | 3.9 | 6.6 | 10.5 | 6.0 | 1.9 | 0.4 | 3.1 | 2.9 | 24.9 |
| 3  | Armen Gilliam   | 26   | 8 | 8  | 35.9 | 6.0 | 13.0 | .462  | 0.0 | 0.0 |      | 4.9 | 5.8 | .848  | 1.8 | 4.8 | 6.5  | 1.3 | 0.6 | 0.8 | 1.9 | 2.0 | 16.9 |
| 4  | Ron Anderson    | 32   | 8 | 0  | 27.9 | 4.4 | 11.0 | .398  | 0.1 | 0.6 | .200 | 2.1 | 2.4 | .895  | 1.1 | 1.5 | 2.6  | 2.4 | 0.8 | 0.0 | 1.5 | 3.0 | 11.0 |
| 5  | Rick Mahorn     | 32   | 8 | 8  | 26.0 | 2.5 | 4.5  | .556  | 0.0 | 0.0 |      | 1.4 | 1.8 | .786  | 0.9 | 4.4 | 5.3  | 1.8 | 0.3 | 0.5 | 1.0 | 3.1 | 6.4  |
| 6  | Rickey Green    | 36   | 8 | 8  | 24.9 | 3.0 | 6.9  | .436  | 0.4 | 0.5 | .750 | 1.0 | 1.1 | .889  | 0.1 | 1.0 | 1.1  | 2.8 | 0.9 | 0.0 | 1.6 | 1.1 | 7.4  |
| 7  | Andre Turner    | 26   | 8 | 0  | 23.6 | 2.6 | 6.0  | .438  | 0.4 | 1.1 | .333 | 1.6 | 2.0 | .813  | 0.3 | 1.4 | 1.6  | 4.4 | 1.4 | 0.0 | 1.0 | 1.5 | 7.3  |
| 8  | Manute Bol      | 28   | 8 | 0  | 13.6 | 1.1 | 2.3  | .500  | 0.0 | 0.0 |      | 0.8 | 1.1 | .667  | 0.5 | 1.9 | 2.4  | 0.1 | 0.1 | 1.5 | 0.6 | 1.8 | 3.0  |
| 9  | Robert Reid     | 35   | 7 | 0  | 5.9  | 0.4 | 1.3  | .333  | 0.0 | 0.1 | .000 | 0.0 | 0.0 |       | 0.1 | 1.0 | 1.1  | 0.3 | 0.1 | 0.0 | 0.3 | 1.0 | 0.9  |
| 10 | Brian Oliver    | 22   | 4 | 0  | 3.8  | 0.5 | 1.5  | .333  | 0.0 | 0.0 |      | 0.5 | 0.5 | 1.000 | 0.0 | 0.0 | 0.0  | 0.3 | 0.3 | 0.0 | 0.0 | 1.0 | 1.5  |
| 11 | Dave Hoppen     | 26   | 3 | 0  | 3.0  | 1.0 | 1.0  | 1.000 | 0.0 | 0.0 |      | 0.0 | 0.7 | .000  | 0.0 | 1.0 | 1.0  | 0.0 | 0.0 | 0.0 | 0.0 | 0.3 | 2.0  |
| 12 | Jayson Williams | 22   | 4 | 0  | 2.5  | 1.0 | 1.3  | .800  | 0.0 | 0.0 |      | 0.0 | 0.0 |       | 0.5 | 0.5 | 1.0  | 0.0 | 0.0 | 0.0 | 0.3 | 0.3 | 2.0  |

## Galardones y récords
| Jugador         | Galardón                          |
| Charles Barkley | Mejor quinteto de la NBA All-Star |
| Hersey Hawkins  | All-Star                          |